# Шадрин, Дмитрий Николаевич
Дмитрий Николаевич Шадрин (1906—1994) — начальник 3-го специального отдела НКВД СССР, генерал-майор (09.07.1945).

## Биография
Родился в русской семье крестьянина-бедняка. Окончил 4-классную сельскую школу села Чушевицы в 1916. Работал в хозяйстве отца с мая 1922 по ноябрь 1928.
В ноябре 1928 поступил на военную службу, рядовой дивизии особого назначения при Коллегии ОГПУ СССР, с 1929 командир отделения. В декабре 1930 вступил в ВКП(б), член ВЛКСМ в 1929—1930. С февраля 1931 помощник уполномоченного Экономического управления, с ноября 1932 помощник уполномоченного Особого отдела ОГПУ СССР. Окончил три курса вечернего рабфака в Москве в 1934, затем учился в ВАММ РККА с мая 1934 по июль 1939. 3 июля 1939 назначен начальник 3-го спецотдела НКВД/НКГБ СССР, в ведении которого было проведение обысков, арестов и организация наружного наблюдения. С 26 апреля 1941 заместитель начальник 1-го отдела (охрана правительства) НКГБ/НКВД СССР. С 17 мая 1943 начальник 2-го отдела и заместитель начальника 6-го управления (охрана руководства страны) НКГБ/МГБ СССР. С 15 апреля 1946 заместитель начальника, с 25 декабря 1946 начальник Управления охраны № 2 МГБ СССР.
18 ноября 1949 отстранён от должности и в ноябре 1950 назначен с понижением заместителем начальника Управления МГБ (с 1953 МВД, с 1954 — КГБ) Куйбышевской (Самарской) области.

### Звания
- майор ГБ;
- старший майор ГБ, 14.03.1940;
- комиссар ГБ, 14.02.1943;
- генерал-майор, 09.07.1945.

### Награды
- орден Красной Звезды, 26.04.1940;
- знак «Заслуженный работник НКВД», 04.02.1942;
- орден «Знак Почёта», 20.09.1943;
- орден Красной Звезды, 03.11.1944;
- орден Отечественной войны 1-й степени, 24.02.1945;
- орден Красного Знамени;
- 4 медали.